# Vaudoncourt (Meuse)
Vaudoncourt ist eine französische Gemeinde mit 79 Einwohnern (Stand: 1. Januar 2022) im Département Meuse in der Region Grand Est (vor 2016: Lothringen). Sie gehört zum Arrondissement Verdun, zum Kanton Bouligny und zum Gemeindeverband Damvillers Spincourt.

## Geographie
Umgeben wird Vaudoncourt mit den Nachbargemeinden Muzeray im Norden, Spincourt im Osten, Gouraincourt im Südosten, Senon im Südwesten sowie Loison im Westen.

## Bevölkerungsentwicklung
| Jahr                       | 1962 | 1968 | 1975 | 1982 | 1990 | 1999 | 2006 | 2011 | 2019 |
| Einwohner                  | 106  | 103  | 239  | 69   | 68   | 76   | 63   | 72   | 96   |
| Quellen: Cassini und INSEE |      |      |      |      |      |      |      |      |      |

## Sehenswürdigkeiten
- Kirche Saint-Nicolas, erbaut im 18. Jahrhundert
- Kapelle Sainte-Anne, erbaut 1822

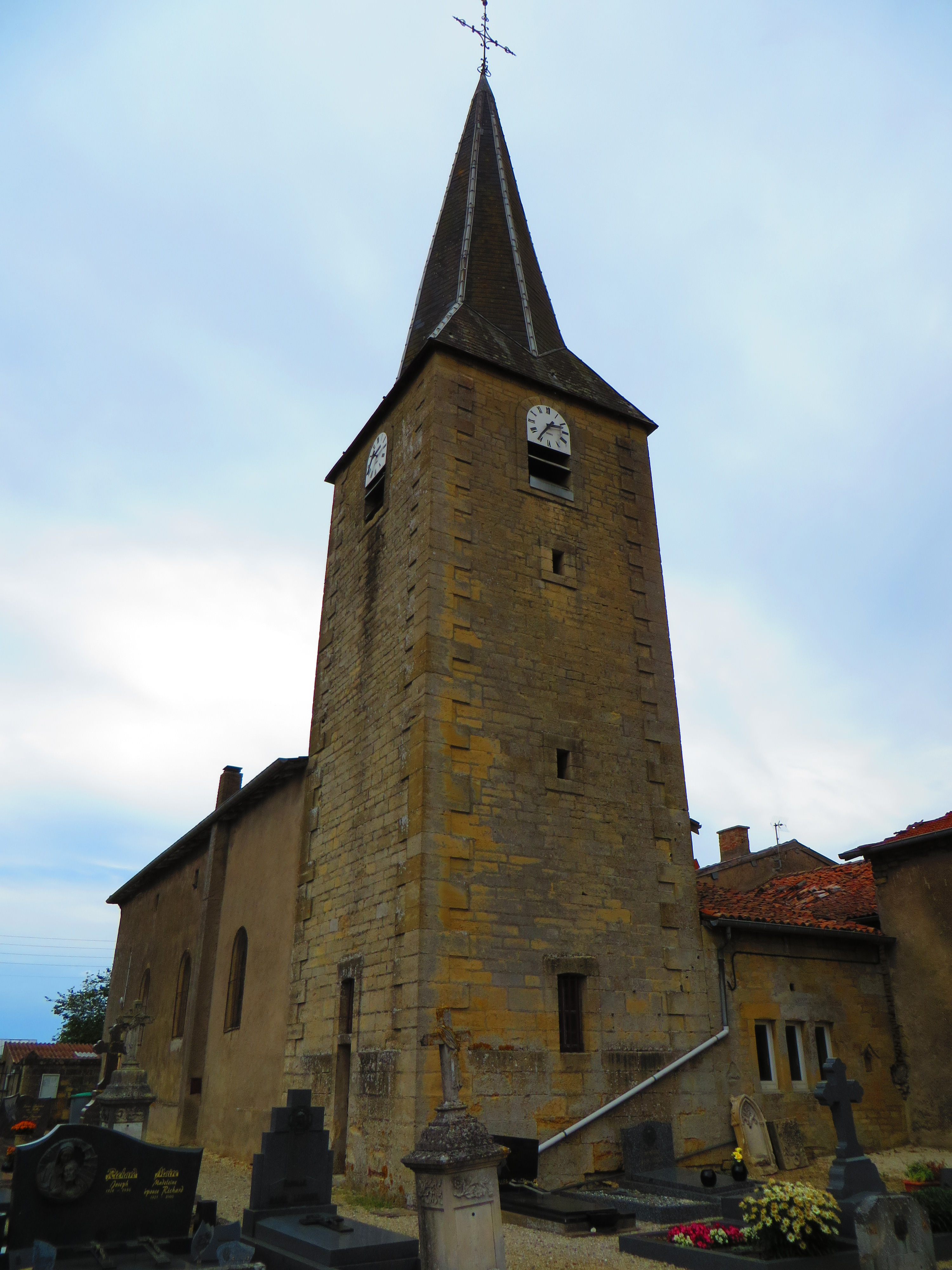
Kirche Saint-Nicolas
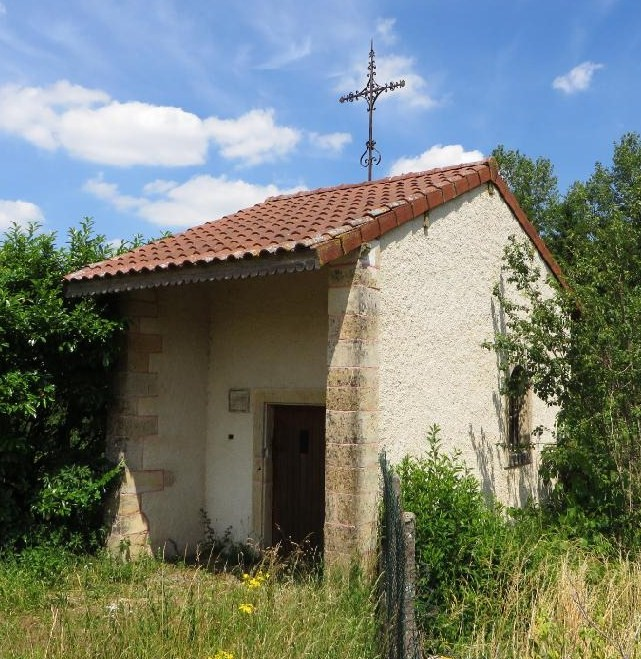
Kapelle Sainte-Anne